# كاكي (مدينة)
مدينة کاکی هي مدينة إيرانية وهي مركز بلدة کاکی التابع لمقاطعة دشتي من محافظة بوشهر في جنوب إيران، كان عدد سكانها سنة 2004 حوالي 9893 نسمة.